# 威尔·埃斯纳
威尔·埃斯纳（英語：Will Eisner，1917年3月6日—2005年1月3日），原名威廉·艾爾文·埃斯納（William Erwin Eisner），是一位美国著名漫画家、编剧、企业家。被誉为“美国动漫教父”。 他是視覺文學（Graphic Novel）的创始人。美国最具影响力的动漫界奖项——艾斯納獎即以他的名字命名。

## 早期生活
1917年3月6日，威尔·埃斯纳出生在美国纽约市布鲁克林区，父母都是犹太裔移民。他的父亲曾作过绘画工作，而后成为一名成功的企业家。埃斯纳就读于纽约市布朗士区德维特克林顿高中（DeWitt Clinton High School）。他为校报《克林顿人报》（The Clintonian）和杂志《喜鹊》（The Magpie）还有学校的年鉴作画，同时为学校设计舞台。在毕业以后，他在纽约艺术学生联盟学习了一年。他在那里的导师是加拿大画家乔治·勃兰特·布里奇曼（George Brandt Bridgman）。

## 职业生涯和主要作品

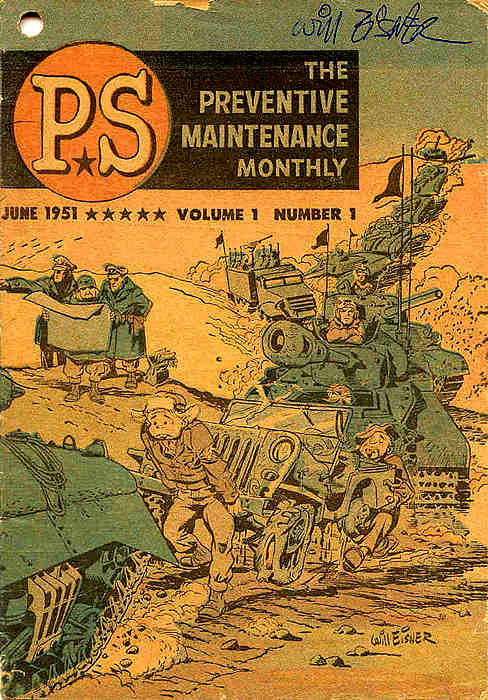
他为军队设计的宣传月刊封面

威尔·埃斯纳创作的漫画人物闪灵侠（达韦恩·库克绘）

1936年，他的正式漫画作品《哈里·凯利》（Harry Karry）、《火焰》（The Flame）和《海洋之鹰》（Hawks of the Sea）发表在漫画杂志《WOW What a  Magazine！》上，那时他使用笔名是：“Willis Rensie”。
不久，《WOW What a  Magazine！》杂志休刊。他和杂志的主编也是他的好朋友杰瑞·伊格（Jerry Iger）共同创立了埃斯纳-伊格工作室（Eisner-Iger Studio）。他们为了美国、英国和澳大利亚市场出版了大量的各种风格的漫画作品。他们也招募了很多年轻的漫画家，例如：鲍勃·凯恩、Lou  Fine 和杰克·科比。这段时期埃斯纳的代表作是：《海洋之鹰》（Hawk of the Seas）、《希娜——森林女王》（Sheena, Queen of the Jungle）和《混乱》（Muss em Up）。那时他使用笔名：Erwin Willis B. Rensie、Willis Nerr 和 Will  Erwin。
1939年，威尔·埃斯纳离开埃斯纳-伊格工作室加入了优质漫画集团（Quality Comics Group），在那里，他开始创作《玩偶男人》（Doll Man）、《山姆大叔》（Uncle Sam）、《奇人》（Wonder Man）、《幸运女神》（Lady Luck，与 Nick Cardy 共同创作）和《黑鹰》（Black Hawk）。1940年，他开始创作他一生中最著名的漫画作品《闪灵侠》（The Spirit），主角是一个带着佐罗式眼罩的侦探。在此之后，这种风格成为最最流行的漫画风格。在接下来的1941年和1942年里，《闪灵侠》是最受大家喜爱的漫画之一。
1942年，威尔·埃斯纳应召入伍。他在军队里负责绘制宣传海报、插画和连环画，这段时期的主要作品是《Private Dogtag》和《Joe Dope》发表在杂志《The Flaming Bomb》、《Fire Power》和《Army Motors》里。
退伍之后，他重新继续《闪灵侠》的创作。他开始与其他年轻画家合作，比如：Jules Feiffer 和 Wally Wood。他也开始尝试其他的漫画主题，比如棒球、洋娃娃、海盗和警察题材的漫画，但是这些远远达不到《闪灵侠》的流行程度。
威尔·埃斯纳成立了美国视觉公司（American Visuals Corporation），从事教育性和商业性的漫画、卡通和插画的创作工作。他复兴的一个主题是《Joe Dope》，描绘的是一名战争中的士兵的形象。这个创作为他的公司挣了大钱，以至于埃斯纳放弃了《闪灵侠》这个主题。
在70年代早期，真实自由出版社（The Real Free Press）的荷兰编辑 Olaf Stoop重印了《闪灵侠》恢复了大家对埃斯纳作品的兴趣。这促使埃斯纳在1978年创作了同样风格的另一部作品《神的契约》（A Contract With God），讲述了30年代布朗士区贫民窟的生活。这四个关于生活的小故事以其独特的文字和绘画风格开创了一个新的漫画类型：視覺文學（Graphic Novels）。于是威尔·埃斯纳成了視覺文學的创始人。
贯穿80和90年代，“激进现实主义出版社”（Kitchen Sink Press）出版了威尔·埃斯纳的几部視覺文學：《建筑》（The Building）、《梦想家》（The Dreamer）、《家庭麻烦》（A Family Matter）和半自传类型的《到风暴中心》（To the Heart of the Storm）。2000年以后，埃斯纳继续視覺文學的创作，这段时间改由DC漫画出版。
1988年，“埃斯纳奖”以他的名字命名，这个漫画奖项被誉为美国漫画界的奥斯卡奖。
除了创作许多視覺文學，威尔·埃斯纳还将很多文学名著改编成漫画比如：《最后的骑士——堂吉诃德》（The Last Knight - An Introduction to Don  Quixote）、《青蛙王子》、《桑蒂阿塔》（Sundiata）。2003年由双日出版社（Doubleday）出版的漫画《犹太恶棍》（Fagin the Jew）就是取材于狄更斯的名著《雾都孤儿》的一个次要角色。
他最后的視覺文學作品是《密谋》（The Plot）取材于反犹太主义笑话《錫安長老會紀要》（The Protocols of the Elders of Zion），2005年发表。
除此之外威尔·埃斯纳还涉及漫画理论的研究。他的《漫画和相继的艺术》（Comics and Sequential Art）和《用图画讲故事》（Graphic Storytelling）就是这方面的经典。威尔·埃斯纳被尊称为“美国漫画的教父”，不仅因为《闪灵侠》对于漫画界的重大影响，更重要的是他提升了漫画的艺术地位。他将漫画从幼儿读物提升为一种全新的文学形式而被大众接受。埃斯纳也是纽约视觉艺术学校（the School of Visual Arts in New York）的教师。

## 逝世
2004年12月22日，威尔·埃斯纳做了冠脈四搭橋手术（quadruple bypass surgery），於2005年1月3日，威尔·埃斯纳在佛罗里达州Lauderdale Lakes镇，死于該次手術的并发症，终年87岁。

## 获奖和荣誉
- 1967年、1968年、1969年、1987年、1988年：国家卡通协会（National Cartoonist Society）漫画书奖（Comic Book Award），1979年：漫画书奖（故事）Comic Book Award（Story）；
- 1971年：漫画书艺术学会（Academy of Comic Book Arts）名人堂；
- 1975年：法国安古兰国际漫画节（Angoulême International Comics Festival）安古兰大奖（Grand Prix de la ville d'Angoulême）。
- 1987年：杰克·卡比名人堂（Jack Kirby Hall of Fame）；
- 1994年：国家卡通协会米尔顿·坎尼夫终生成就奖（Milton Caniff Lifetime Achievement Award）；
- 1998年：国家卡通协会鲁宾奖：年度漫画家（Reuben Award：Cartoonist of the Year），这是国家卡通协会的最高奖项；[13]

### 脚注
1. ↑  . CCTV. （原始内容存档于2020-11-11）.
2. ↑  Lovece, Frank. . The Journal Summer Special. 1974 (fanzine published by Paul Kowtiuk, Maple Leaf Publications; editorial office then at Box 1286, Essex, Ontario, Canada N0R 1E0).
3. ↑  . （原始内容存档于2009-12-20）.
4. ↑  Spiegelman, Art. "Tijuana Bibles." Salon.com. August 19, 1997. 2 （页面存档备份，存于）. Retrieved on February 24, 2009.
5. ↑  Sim, Dave, "My Dinner With Will & Other Stories," Following Cerebus #4 (May 2005)
6. ↑  . Wildwood Cemetery: The Spirit Database. （原始内容存档于2021-02-11）.
7. ↑  Sim, Dave, "Advice & Consent: The Editing of Graphic Novels" (panel discussion with Eisner and Chester Brown) and Frank Miller interview, both Following Cerebus #5 (August 2005).
8. ↑  . Dexigner™ Network.[永久]
9. ↑  . Will Eisner Studios Inc. （原始内容存档于2009-10-15）.
10. ↑  .   [2009-08-28]. （原始内容存档于2008-09-07）.
11. ↑  .   [2009-08-28]. （原始内容存档于2007-03-19）.
12. ↑  .   [2009年8月28日]. （原始内容存档于2007年8月21日）.
13. ↑  . LibraryThing. （原始内容存档于2020-11-11）.